# Anancistrogera recticauda
Anancistrogera recticauda is een rechtvleugelig insect uit de familie Gryllacrididae. De wetenschappelijke naam van deze soort werd voor het eerst geldig gepubliceerd in 1925 door Heinrich Hugo Karny.